# George G. O’Connor
George Gray O’Connor (* 24. August 1914 in Pasadena, Los Angeles County, Kalifornien ; † 24. März 1971 in San Antonio, Bexar County, Texas) war ein Generalleutnant der United States Army. Er war unter anderem Kommandeur des VII. Corps und der 4. Armee.
George O’Connor begann nach seiner Schulzeit ein Studium an einer dem Universitätsverbund der University of California angehörenden Fakultät. Nach zwei Jahren brach er das Studium ab um als einfacher Soldat in die US-Army einzutreten. Er bewarb sich anschließend erfolgreich um eine Aufnahme in die United States Military Academy in West Point. Nach seinem im Jahr 1938 erfolgten Abschluss an der Akademie wurde er als Leutnant der Feldartillerie zugeteilt. In der Armee durchlief er anschließend alle Offiziersränge vom Leutnant bis zum Generalleutnant.
In den Jahren nach seiner Graduation in West Point war er an verschiedenen Standorten in den Vereinigten Staaten stationiert. Mitte des Jahres 1942 wurde er Kommandeur einer Kompanie des 53. Feldartilleriebataillons, das der 6. Infanteriedivision unterstand. Im folgenden Jahr wurde er mit seiner Einheit in den pazifischen Raum versetzt, wo er aktiv am Zweiten Weltkrieg teilnahm. Dabei war er in mehrere Gefechte verwickelt und wurde für seine Tapferkeit mit einigen Orden ausgezeichnet. Bis zum Kriegsende hatte er den Rang eines Obersts erreicht. Zu diesem Zeitpunkt kommandierte er die Artillerie der 6. Infanteriedivision.
Nach einer kurzen Zeit in Südkorea kehrte O’Connor in die Vereinigten Staaten zurück, wo er an der Akademie in West Point verschiedene Stabsaufgaben wahrnahm. Anfang der 1950er Jahre absolvierte er das Command and General Staff College und das United States Army War College. Zwischenzeitlich leitete er auch das Zentrum für amerikanische Militärgeschichte (United States Army Center of Military History). Im Jahr 1955 wurde er nach Orléans in Frankreich versetzt, wo er Stabschef der Communications Zone der amerikanischen Truppen in Europa wurde. In den Jahren 1957 und 1958 kommandierte er das 36. Feldartillerieregiment, das in Babenhausen in Hessen stationiert war.
In den folgenden Jahren nahm O’Connor Generalstabsaufgaben in Washington, D.C. sowohl beim Department of the Army als auch beim Joint Chiefs of Staff wahr. Im Jahr 1962 wurde er stellvertretender Stabschef des United Nations Command in Südkorea. Mit der 4. Infanteriedivision, in der er seit 1964 diente, ging er 1966 nach Vietnam, wo er stellvertretender Divisionskommandeur wurde (assistant division commander). Die gleiche Funktion übte er anschließend bei der 25. Infanteriedivision aus, die ebenfalls in Vietnam eingesetzt war. Schließlich übernahm er das Kommando über die 9. Infanteriedivision. Insgesamt diente O’Connor 18 Monate in Vietnam, davon acht als Divisionskommandeur der 9. Infanteriedivision.
Zwischen Oktober 1969 und Februar 1971 kommandierte er das VII. Corps, das in Stuttgart stationiert war. Am 1. März 1971 erhielt er das Oberkommando über die 4. Armee, die in Fort Sam Houston ihr Hauptquartier hatte. Er konnte dieses Kommando aber nur 24 Tage lang ausüben, denn am 24. März verstarb er an einem Herzanfall. Der mit Hope Edith Brown (1912–1999) verheiratete Generalleutnant wurde auf dem Friedhof der Militärakademie in West Point beigesetzt.

## Orden und Auszeichnungen
George O’Connor erhielt im Lauf seiner militärischen Laufbahn unter anderem folgende Auszeichnungen:
- Army Distinguished Service Medal
- Silver Star (3 Mal)
- Legion of Merit
- Distinguished Flying Cross
- Bronze Star Medal